# Тамдысай
Тамдысай — село в Акбулакском районе Оренбургской области. Административный центр Тамдысайского сельсовета.

## География
Село расположено недалеко от районного центра — Акбулака.
Часовой пояс
Село Тамдысай как и вся Оренбургская область, находится в часовой зоне МСК+2. Смещение применяемого времени относительно UTC составляет +5:00.

## Население
| 2010 | 2012 | 2013 | 2014 | 2015 | 2016 | 2017 |
| ---- | ---- | ---- | ---- | ---- | ---- | ---- |
| 292  | ↘287 | ↘280 | ↘259 | ↘258 | ↘242 | ↘240 |
| 2018 | 2019 | 2020 | 2021 |      |      |      |
| ↘230 | ↗234 | ↘232 | ↘229 |      |      |      |